# Thaddeus Anthony Shubsda
Thaddeus Anthony Shubsda (* 2. April 1925 in Los Angeles; † 26. April 1991) war ein US-amerikanischer Geistlicher und römisch-katholischer Bischof von Monterey in California.

## Leben
Der Erzbischof von Los Angeles, James Francis Aloysius Kardinal McIntyre, weihte ihn am 26. April 1950 zum Priester des Erzbistums Los Angeles.
Papst Paul VI. ernannte ihn am 20. Dezember 1976 zum Weihbischof in Los Angeles und Titularbischof von Tragurium. Der Erzbischof von Los Angeles, Timothy Kardinal Manning, spendete ihn am 19. Februar des folgenden Jahres die Bischofsweihe; Mitkonsekratoren waren die Weihbischöfe John James Ward und Juan Alfredo Arzube aus Los Angeles.
Am 26. Mai 1982 ernannte ihn Papst Johannes Paul II. zum Bischof von Monterey in California.